# Beast Wars Neo
Beast Wars Neo (Chô semeitai Transformer: Beast Wars Neo) is een Japanse animatieserie uit 1999 gebaseerd op het Transformers-franchise, en dan met name de Canadese serie Beast Wars. Samen met Beast Wars II werd de serie gemaakt omdat het in Japan een tijd duurde voor het tweede en derde seizoen van Beast Wars werden uitgezonden.
De serie liep van 3 februari 1999 t/m 29 september 1999 met een totaal van 35 afleveringen.

## Verhaal
De serie draait net als de vorige serie om de strijd tussen de Maximals en Predacons (Cybertron en Destron in Japan). Net als in Beast Wars II draait de oorlog om het bemachtigen van de energiebron genaamd Angolmois.
De strijder Big Convoy, die in zijn eentje een leger is, krijgt de taak om een groep jonge rekruten op te leiden voor de strijd tegen de Predacons. Aan het eind van de serie worden beide groepen gedwongen samen te werken vanwege de terugkeer van Unicron.

## Personages

### Maximals
- Big Convoy: de krijger die bekendstaat als een “one man army”. Hij is buitengewoon sterk en leidt de Maximals. Gebruikt een groot kanon in gevechten. Traint jonge rekruten.
- Longrack: de meest serieuze van het team. Wil altijd orders nauwkeurig opvolgen, en bekritiseert anderen als ze dit niet doen. Is ook gespecialiseerd in het saboteren van machines.
- Cohrada: een outlaw die zeer sterk is in vuur en droge gebieden. Werkt het liefst alleen.
- Stampy: een zeer laffe Maximal die zijn teamgenoten regelmatig tot wanhoop drijft. Hij is ook een van de snelste Maximals.
- Break: een Maximal die juist in koude omgevingen extra sterk is. Hij verliest snel zijn geduld.
- Heinlad: een Maximal die zich vaak vaag gedraagt. Hij heeft een klok in zijn maag waarmee hij de tijd kan manipuleren. Hij kan de tijd stoppen of oprekken. Hij kan het echter niet op commando activeren.
- Navi-chan

#### Overig
- Rockbuster: een eenzame Cybertron die zich bewust niet aansluit bij een van de groepen. Hij is zeer slim en dapper, en heeft een hard pantser.
- Randy: een cybertron die als hij zijn zinnen eenmaal op iets heeft gezet, recht op dit doel afgaat. Hij is erg geduldig en eerlijk.
- Sharp Edge: het type die als hij orders krijgt deze zonder na te denken opvolgt. Hij gelooft dat doorvechten het bewijs is dat je nog leeft.
- Mach Kick: de tweede bevelhebber van het Thoroughbred Corps. Dit corps werd vernietigd. Hij heeft veel ervaring opgedaan op slagvelden.
- Bump: komt op anderen als somber over, maar is tevreden als hij zich in zijn eigen wereld kan terugtrekken. Kan razendsnel schieten.
- Survive
- Crow Convoy
- Great Convoy
- Lio Convoy: de held uit Beast Wars II, heeft een gastoptreden in deze serie.

### Predacons
- Magmatron: de leider van de Predacons. Kan veranderen in drie dinosauriërs. Hij is zelfs kwaadaardiger dan Galvatron (de Predaconleider uit de vorige serie). Hij heeft ook een charismatische uitstraling.
- Guiledart: Magmatrons rechterhand. Guiledart is een strateeg en erg ambitieus.
- Saberback: een mysterieus wezen, van nature een leugenaar. Hij maakt vaak Sling belachelijk.
- Sling: iemand die niet al te hard nadenkt over dingen. Hij is slecht, maar heeft ook zijn naïeve kanten.
- Dead End: een modelsoldaat die houdt van gevechten. Hij geeft niets om teamoperaties. Hij is vaak enorm wreed.
- Archadis: een stilistische snob die altijd bezorgd is over zijn uiterlijk.
- Killerpunch: de intelligentste van de Predacons, gespecialiseerd in het zetten van vallen gebaseerd op verkregen informatie.
- Hydra: Hydra is de predacon zonder grote wapens, maar hij compenseert dit met zijn enorme snelheid. Hij is tevens een strateeg.
- Crazybolt: een trage en niet altijd even sterke Predacon, maar wel de beste ontsnappingsartiest van de Predacons. Gaat er bij gevaar het liefst vandoor.
- Bazooka: een serieuze samurai-predacon. Zelfs Magmatron vertrouwt hem volledig.
- Hardhead: een Predacon met een hard hoofd maar weinig intelligentie. Hij luistert nooit naar wat anderen hem vertellen.
- D-Navi: De scheepscomputers.

### Blendtrons
Net als de Fuzors uit Beast Wars zijn de Blendtrons Transformers wier alternatieve mode bestaat uit een combinatie van twee dieren.
- Rartorarta: een hybride van een lionfish en een hoornaar. Hij is de wreedste van alle Blendtrons. Hij wil zelfs anderen opofferen om een doel te bereiken.
- Elephaorca: een hybride van een olifant en een orka. Is trots op zijn enorme omvang. Hij kan elk materiaal doorboren met zijn wapen.
- Drancron: een hybride van een hagedis en een libel. Is bedreven in stealth en kan zo vijanden onopgemerkt benaderen.
- Galvatron/Unicron: de meest gevreesde kracht in het universum. Verslindt manen, planeten en zelfs sterren. Is de meester van de Blendtrons. Vreest enkel de kracht van de Autobot Matrix of Leadership.

## Speelgoed
De speelgoedlijn Beast Wars Neo bevat exclusieve modellen die alleen in Japan verkrijgbaar zijn. Sommige waren overgeschilderd van eerdere speelgoedsets.
Een overgeschilderde versie van Big Convoy, genaamd Nemesis Prime, werd uitgebracht in Australië. De nieuwe Destron-dinosaurusfiguurtjes werden wel uitgebracht in de VS.

## Afleveringen
1. Move Out Big Convoy!
2. Get the Mysterious Capsule!
3. Burning Spirit Below Freezing
4. Hang in there Stampy!
5. Mirage in the Sand
6. Dinosaur Combiner Magmatron
7. Duel in the Midst of Labyrinth
8. Danger of the Black Hole
9. Sub-Commander Longrack
10. Whoa! He Got Eaten!
11. Planet of Time
12. Hydra Alone
13. Break is a Destron
14. Ship's Log
15. Mach Kick Enlists!
16. Planet of the Ultimate Weapon
17. Troubled DNAVI
18. Randy, Attack!
19. Physicist Bump
20. Hardhead Is Hardhead
21. Deep-sea Personal Combat
22. The Stolen Gung-Ho
23. Hot-blooded Instructor Survive
24. Assemble, New Warriors!
25. The Mysterious Beast Warrior
26. The Stolen Capsule
27. Pursue the Blendtrons
28. Angered Magmatron
29. Illusions ... LioConvoy
30. Unicron Revived ...
31. Unicron's Ambition
32. Fight, Cybertrons!
33. The End of the Cybertrons ...
34. The Last Battle
35. Graduation